# 蒙西内里-托内格朗德
蒙西内里-托内格朗德（法語：Montsinéry-Tonnegrande，亦作，法語發音：[mɔ̃sineʁi tɔneɡʁɑ̃d]）是法国海外省法属圭亚那的一个市镇，属于卡宴区。该市镇由蒙西内里（Montsinéry）和托内格朗德（Tonnégrande）两镇组成。

## 地理
蒙西内里-托内格朗德（4°53'34"N, 52°29'34"W）面积600 平方千米平方千米，位于法国海外省法属圭亚那。
与蒙西内里-托内格朗德接壤的市镇（或旧市镇、城区）包括：库鲁、马库里亚、马图里、鲁拉。
蒙西内里-托内格朗德的时区为UTC−03:00。

## 行政
蒙西内里-托内格朗德的邮政编码为97356，INSEE市镇编码为97313。

## 政治
蒙西内里-托内格朗德的现任市长为帕特里克·勒康特（Patrick Lecante）先生，任期为2020-2026年。

## 人口
蒙西内里-托内格朗德于2022年1月1日时的人口数量为3457人。